# Équipe cycliste Groene Leeuw
L'équipe cycliste Groene Leeuw (Lion Vert en français), nommée par la suite Wiel's-Groene Leeuw, Tibetan et Pull Over Centrale, est une équipe cycliste belge professionnelle. Créée en 1945, elle existe jusqu'en 1969. 
Au cours de ses 25 années d'existence, elle a notamment remporté Paris-Roubaix 1959 grâce à Noël Foré et le Tour d'Espagne 1960 par le biais de Frans De Mulder.

## Histoire de l'équipe
Entre 1940 et 1942, la marque sponsorise des coureurs individuels, dont Briek Schotte. L'équipe est créée en 1945 par les cycles Groene Leeuw, une entreprise belge basée à Deinze en Flandre-Orientale. Durant ses premières années, elle est emmenée par les Belges Briek Schotte, Emiel Faignaert, Marcel Kint, Sylvère Maes, Désiré Keteleer et Stan Ockers. L'équipe remporte ses premières grandes classiques, dont la Flèche Wallonne (1946) et le Tour des Flandres (1947).
Lors des années 1950, elle compte dans ses rangs Germain Derycke, Armand Desmet, Gilbert Desmet et Noël Foré. Ce dernier remporte Paris-Roubaix en 1959. En 1958, la marque de brasserie Leopold devient co-sponsor. Puis, les trois saisons suivantes, ce sont les sociétés de jus de fruits Sinalco et la brasserie SAS qui rejoignent l'équipe.
L'année 1960 voit l'équipe remporter sa première grande course par étapes. Lors du Tour d'Espagne, la formation réalise le doublé au classement général avec la victoire de Frans De Mulder devant son coéquipier Armand Desmet. Arthur Decabooter remporte également le Tour des Flandres. L'année suivante, la brasserie bruxelloise Wiel's, qui sponsorisait depuis deux ans l'équipe Flandria devient sponsor principal de la structure. Elle le reste pendant quatre saisons jusqu'en 1965. En 1963, Benoni Beheyt devient champion du monde. 
En 1964, l'équipe remporte la Coupe du monde intermarques. En 1966, Gancia un apéritif italien devient co-sponsor. En mai 1967, Groene Leeuw se retire du peloton et l'équipe est renommée en Tibetan-Pull Over Centrale. 
Elle existe deux saisons supplémentaires sous le nom de Pull Over Centrale-Tasmanie-Novy.
Entre 1976 et 1978, les cycles Groene Leeuw sont les fournisseurs de l'équipe Maes Pils.

## Principales victoires

### Compétitions internationales
Contrairement aux autres courses, les championnats du monde de cyclisme sont disputés par équipes nationales et non par équipes commerciales.
- Championnats du monde sur route : 1
  - 1963 : Benoni Beheyt

### Classiques
- Nokere Koerse : Briek Schotte (1945), Arthur Decabooter (1958 et 1965), Frans De Mulder (1963) et Jacques De Boever (1966)
- Flèche wallonne : Désiré Keteleer (1946) et Gilbert Desmet (1964)
- Tour des Flandres : Emiel Faignaert (1947) et Arthur Decabooter (1960)
- À travers les Flandres : Noël Foré (1957), Arthur Decabooter (1960) et Walter Godefroot (1966)
- Gand-Wevelgem : Noël Foré (1958) et Benoni Beheyt (1963)
- Grand Prix E3 : Armand Desmet (1958), Arthur Decabooter (1961) et André Messelis (1962)
- Paris-Roubaix : Noël Foré (1959)
- Circuit Het Volk : Arthur De Cabooter (1961), Robert De Middeleir (1962) et René Van Meenen (1963)
- Grand Prix de Francfort : Hans Junkermann (1963)
- Kuurne-Bruxelles-Kuurne : Gustaaf Desmet (1966) et Freddy Decloedt (1969)

### Courses par étapes
- Circuit des Ardennes flamandes : Noël Foré (1957), Daniel Denys (1959) et Gustaaf Desmet (1963 et 1967)
- Tour de Belgique : Maurice Van Herzele (1947), Albert Dubuisson (1950), Lucien Mathys (1951), Henri Van Kerckhove (1954), Noël Foré (1958), Armand Desmet (1959), Alfons Sweeck (1960) et Benoni Beheyt (1964)
- Tour de Suisse : Hans Junkermann (1962)
- Tour du Levant : Fernando Manzaneque (1962)
- Tour du Nord : André Messelis (1962) et Willy Van Den Eynde (1965)
- Quatre Jours de Dunkerque : Gilbert Desmet (1964) et Gustaaf Desmet (1965)
- Tour de l'Oise : Walter Boucquet (1968)

## Résultats sur les grands tours
| - Tour de France - 4 participations (1962, 1963, 1964, 1965) - 6 victoires d'étapes - 3 en 1962 : Willy Vannitsen (2) et Eddy Pauwels - 1 en 1963 : Eddy Pauwels - 1 en 1964 : Benoni Beheyt - 1 en 1965 : Michael Wright - 1 classement annexe - Prix de la combativité : Eddy Pauwels (1962) | - Tour d'Italie - 0 participation - 0 victoire d'étape - 0 classement annexe | - Tour d'Espagne - 6 participations (1960, 1961, 1962, 1965, 1966, 1969) - 10 victoires d'étapes - 7 en 1960 : Frans De Mulder (4), Arthur Decabooter (2) et Alfons Sweeck - 3 en 1961 : Marcel Seynaeve, René Van Meenen et Arthur Decabooter - 1 victoire finale - Frans De Mulder : 1960 - 1 classement annexe - Classement par points : Arthur Decabooter (1960) |

## Effectifs

### 1966
| Effectif 1966             | Effectif 1966     | Effectif 1966 | Effectif 1966                |
| Cycliste                  | Date de naissance | Pays          | Équipe précédente            |
| ------------------------- | ----------------- | ------------- | ---------------------------- |
| Benoni Beheyt             | 27 septembre 1940 | Belgique      |                              |
| Etienne Buysse            | 19 mars 1944      | Belgique      |                              |
| Hubert Criel              | 23 mars 1944      | Belgique      |                              |
| Jaak De Boever            | 29 août 1937      | Belgique      | Solo-Terrot (1963)           |
| Roger De Clercq           | 2 septembre 1930  | Belgique      |                              |
| Eric De Roose             | 4 septembre 1943  | Belgique      |                              |
| Eric De Vlaeminck         | 23 mars 1945      | Belgique      |                              |
| Arthur Decabooter         | 3 octobre 1936    | Belgique      |                              |
| Eric Demunster            | 6 février 1942    | Belgique      | Flandria-Romeo (1965)        |
| Gustaaf De Smet           | 15 mai 1935       | Belgique      |                              |
| Gilbert De Smet           | 18 mars 1936      | Belgique      |                              |
| Leon Gevaert              | 9 mai 1937        | Belgique      |                              |
| Walter Godefroot          | 2 juillet 1943    | Belgique      |                              |
| Alphons Hellemans         | 7 août 1939       | Belgique      |                              |
| Willy Huyvaert            | 12 avril 1943     | Belgique      |                              |
| Hubert Loomans            | 19 juillet 1943   | Belgique      |                              |
| Florent Moerenhout        | 14 septembre 1943 | Belgique      |                              |
| Victor Nuelant            | 2 mars 1945       | Belgique      |                              |
| Henri Parmentier          | 6 novembre 1937   | Belgique      |                              |
| Eddy Pauwels              | 2 mai 1935        | Belgique      | Margnat-Paloma-Dunlop (1964) |
| Dieter Puschel            | 23 juin 1939      | Allemagne     |                              |
| Clément Roman             | 22 février 1938   | Belgique      | Flandria-Romeo (1965)        |
| José Sersté               | 7 juillet 1943    | Belgique      |                              |
| Freddy Tahay              | 29 juillet 1942   | Belgique      |                              |
| Jozef Timmerman           | 30 octobre 1941   | Belgique      |                              |
| Eddy Van Audenaerde       | 29 septembre 1945 | Belgique      |                              |
| Lionel Van Damme          | 1 novembre 1941   | Belgique      |                              |
| Leopold Van den Neste     | 27 mai 1942       | Belgique      |                              |
| Guy Van der Parre         | 29 avril 1942     | Belgique      |                              |
| Eduard Van Hove           | 17 mai 1940       | Belgique      |                              |
| Firmin Van Kerrebroeck    | 14 décembre 1922  | Belgique      |                              |
| René Van Meenen           | 14 janvier 1931   | Belgique      |                              |
| Romain Van Wijnsberghe    | 10 février 1937   | Belgique      |                              |
| Artemio Vanughi           | 16 avril 1943     | Italie        |                              |
| Frans Verbeeck            | 13 juin 1941      | Belgique      |                              |
| Willy Verbruggen          | 1 novembre 1942   | Belgique      | Lamot-Libertas (1965)        |
| August Verhaegen          | 5 août 1941       | Belgique      |                              |
| Michael Wright            | 25 mars 1941      | Royaume-Uni   |                              |
|                           |                   |               |                              |
| Source : Cycling Archives |                   |               |                              |